# Абздольц
«Абздольц» — український рок-гурт, створений 1999 року у Києві. Лідер гурту - Міхуїл Абздольц.

## Останній склад
1. Міхуїл Абздольц — вокал, гітара (1999 — 2009)
2. Scum — барабани (2005 — 2009)
3. Юрій Комаров — бас-гітара, бек-вокал (2007 — 2009)
4. Пасяка — клавішні, бек-вокал (2004 — 2009)

## Колишні учасники
1. Абздольц (Олександр Латушкін)— барабани (1999 — 2003)
2. Шифр — бас-гітара (1999 — 2003)
3. Петро Чернявський  — гітара (2004—2005)
4. Павло Коробов (2005-2006)
5. Антоніо — бас-гітара (2004 — 2006)
6. Apple — бас-гітара (2006 — 2007)

## Дискографія

### Студійні альбоми
1. Альбом (2004)

## Відеокліпи
1. 2002 — «Чебурашка»
2. 2004 — «Шахтар» (Антоніо)
3. 2009 — «Туди-сюди» (Ю.Комаров)

## Досягнення
- В арсеналі групи, з 1999 року, нараховується близько 160 концертних виступів, випуск диску «Альбом», пісні включені в збірники «Перша Українська Панк Збірка», «Євшанзілля 1, 2,3»
- Кіно — саундтрек: «Прощеное воскресенье [Архівовано 13 травня 2012 у Wayback Machine.]» 2007 рік
- Близько 3 років Абздольц випускали свою радіо передачу «Рок солянка» (АБВГДІРКА) на «Радіо Рокс Україна».